# Puumala
Puumala è un comune finlandese di 2107 abitanti, situato nella regione del Savo Meridionale, sulle rive del lago Saimaa.

## Geografia fisica
La cittadina si trova a circa a 71 km da Mikkeli.
Puumala confina con Juva, Mikkeli, Ristiina, Ruokolahti, Savitaipale, Sulkava, Suomenniemi e Taipalsaari.
Altri paesi limitrofi sono: Hamula, Harmaala, Himahuuha, Huhtimaa, Hurissalo, Huuhkaala, Ihalais, Junninmäki, Kaipaala, Kauppila, Keriniemi, Kietävälä, Kiljula, Kirkonkylä Kitula, Kokkola, Kontila, Kyllölä, Lampila, Liimattala, Lintusalo, Luukkola, Maunola, Miettula, Muuramäki, Niinimäki, Niinisaari, Ollila, Pellilä, Petäjäniemi, Pirttimäki, Piskola, Pitkälahti, Repola, Rokansalo, Ruokotaipale, Ryhälä, Sepänkylä, Sipilänsaari, Sopala, Sorjola, Torsantaka, Valtola, Vesiniemi.